# Гоноратки
Гоноратки або згромадження Малих Сестер Непорочного Серця Марії — жіноче згромадження, засноване у 1888 році.

## Історія
Згромадження було засноване під впливом священника блаженного отця Гонората Козьмінського, OFM Cap (1829—1916) 4 жовтня 1888, в Закрочимі разом із Анелею Годецькою (1861—1937), щоб допомогти бідним працівницям фабрик. Згромадження первісно була створена як немонаше.
Діяльсть Згромадження швидко розповсюджується на сьогоднішню територію Польщі, Росії, Латвії, Литви та України.
З 1927 по 1931 рік діяльність сестри-гоноратки провадили своє служіння на території сучасної України — в Луцьку.
З 1939 по 1957 рр. відбувається період випробування для сестер — ІІ Світова війна, переслідування, репресії радянської влади проти церкви.
У 1955 році завдяки допомозі сестер з Латвії, до України вперше приїхала с. Самуеля Анджеєвська, яка на той час була настоятелькою чернечих домів у Латвії.
У 1956 році до Риги приїхав о. Вацлав Ольшовський, аби запросити сестер до відбудови занедбаної римо-католицької парафії у Жмеринці.Згодом настоятелька вікаріату Згромадження с. Херубіна Лапковська часто приїздила з Риги до Львова, де познайомилася з о. Рафалом Керницьким, який допоміг у відкритті першого дому сестер-гонораток у Львові. У цей час переслідування було неможливим встановити постійний зв'язок сестер з України та Латвії з Головним домом у Польщі.
У 1968 році Генеральна Настоятелька Розаріана Внукович вперше приїхала в Україну.
У 1969 році на запрошення місцевих священиків, сестри приїхали до Львова.
15 вересня 1969 року Мати Розаріана прийняла 5 кандидаток до постуляту, яких підготувал о. Рафал Керницький. Він же надав для сестер помешкання, де вони змогли проживати. Саме ця дата вважається початком діяльності Згромадження в Україні.
Незважаючи на утиски навіть за часів СРСР з'являлися все нові покликання та відкривалися нові місця служіння: м. Хмельницький — 1975, м. Київ — 1978, м. Полонне — 1980, м. Хмільник — 1984, м. Бердичів — 1986, м. Одеса — 1986, м. Коростень — 1989, м. Мостиська — 1990 рік.
Після розпаду СРСР виникла потреба у розділенні вікаріату, до якого належали Латвія, Литва та Україна на дві частини. Цей поділ відбувся 22 червня 1993 року.
У 2008 році сестри за дозволом єпископів України засновують при Згромадженні групи мирян — Шанувальників Непорочного Серця Марії
19 травня 2018 року у Бердичеві було урочисто освячено монастир сестер-гонораток.
У вересні 2019 року Згромадження Малих Сестер Непорочного Серця Марії (гоноратки) святкувало ювілей — 50 років служіння на території України.
Станом на 2020 рік вікаріат в Україні нараховує 80 сестер, 20 домів в Україні, 2 в Придністров'ї, 1 — в Росії.

## Місія Згромадження
Цілями конгрегації є праця над збереженням та розвитком віри християнського життя в суспільстві (особливо в робочих середовищах). Сестри займаються катехизацією та виховною роботою в дитячих садах, школах, громадських парках, лікарнях, будинках престарілих та католицьких ЗМІ, часто не виявляючи своєї належності до чернецтва. Служачи при парафіях сестри прикрашають Літургію своїм співом, проводять катехізацію, приділяють особливу увагу душпастирству серед жінок.

## Девіз та Герб
Девізами Згромадження є традиційний «Ora et labora» — молись та працюй, а також «Бог мій і все в Пресвятому Таїнстві» . Цей останній нагадує, що сестри,  особливим чином віддані Серцю МаріЇ, присвячують себе молитві, праці та апостольству, стараючись поширювати культ Пресвятої Євхаристії.
Герб Згромадження уособлює зміст життя гонораток — духовність і харизму.
Непорочне Серце Марії — серце, що горить полум'ям любові до Бога і людей, пробите мечем болю з приводу страждань Ісуса і постійних образ Господа людськими гріхами.
Гостія — знак присутності самого Бога, джерело справжньої та живої любові, осередок нашого духовного життя.
Дитятко Ісус — смиренність Божого Сина найбільше проявляється в моменті Втілення, коли Він узяв на Себе людське тіло, щоб бути «Богом з нами». Він вчить нас смирення, а разом із тим — укриття.
Схрещені долоні Ісуса і св. Франціска з Ассізі — символ францисканської духовності.

## Структура
Структура включаює в себе: постулят (принаймні 6 місяців), новіціят (2 роки) і юніорат (5 років).Генеральна настоятелька Мати Юдита Ковальська
Настоятелька Вікаріату сестра Рената Нуцковська SCM.
Головний дім конгрегації розташований в Ченстохові.